# 이나모리 이즈미
이나모리 이즈미(稲森 いずみ, 1972년 3월 19일 ~)는 가고시마현에서 태어난 일본 배우이다. 본명은 이나모리 이즈미 (稲森 泉)이며, 소속사는 버닝 프로덕션이다.

## 개요
이나모리 이즈미는 가고시마현에서 태어나고 자랐다. 현립 고등학교를 졸업 이후, 텍사스 대학교로 영어 공부를 위해 유학길에 올랐다. 1년 6개월 뒤, 공부를 마치고 일본으로 돌아온 이즈미는, 1992년 20살의 나이로 모델일을 시작하였다. 1994년, 드라마 《위를 보고 걷자》로 연기 데뷔를 시작했다. 검도 유단자이기도 하다.

## 작품

### 드라마
- 1994년 《위를 보고 걷자》
- 1994년 《29세의 크리스마스》
- 1996년 《롱 베케이션》
- 1997년 《비치 보이즈》
- 2000년 《일기 예보의 연인》
- 2001년 《내일이 있으니까》
- 2002년 《프리티걸》
- 2002년 《탐정가족》
- 2002년 《내일이 있으니까 스페셜》
- 2003년 《연하의 남자》
- 2003년 《블루 혹은 블루》
- 2005년 《이혼남》
- 2005년 《요시츠네》
- 2005년 《분기점의 그녀》
- 2006년 《의룡》
- 2007년 《화려한 일족》
- 2008년 《아츠히메》 다키야마 역
- 2009년 《아이시테루: 용서》 노구치 사쓰키 역
- 2010년 《괴물군》
- 2010년 《의룡 3》
- 2011년 《내가 연애할 수 없는 이유》
- 2011년 《아이시테루: 유대》 모리타 사쓰키 역
- 2011년 《괴물군 스페셜》
- 2012년 《클레오파트라인 여자들》
- 2013년 《야에의 벚꽃》
- 2013년 《구름계단》

### 영화
- 1997년 《캣츠아이》
- 2000년 《기묘한 이야기 영화판》 〈결혼 시뮬레이터〉
- 2001년 《릴리 슈슈의 모든 것》 호시노 이즈미역
- 2009년 《암호》